# Tomoceridae
Tomoceridae es una familia de Collembola del orden Entomobryomorpha. Esta familia posee alrededor de 160 especies descriptas en 15 géneros. El género más numeroso es Tomocerus con la mitad de las especies.

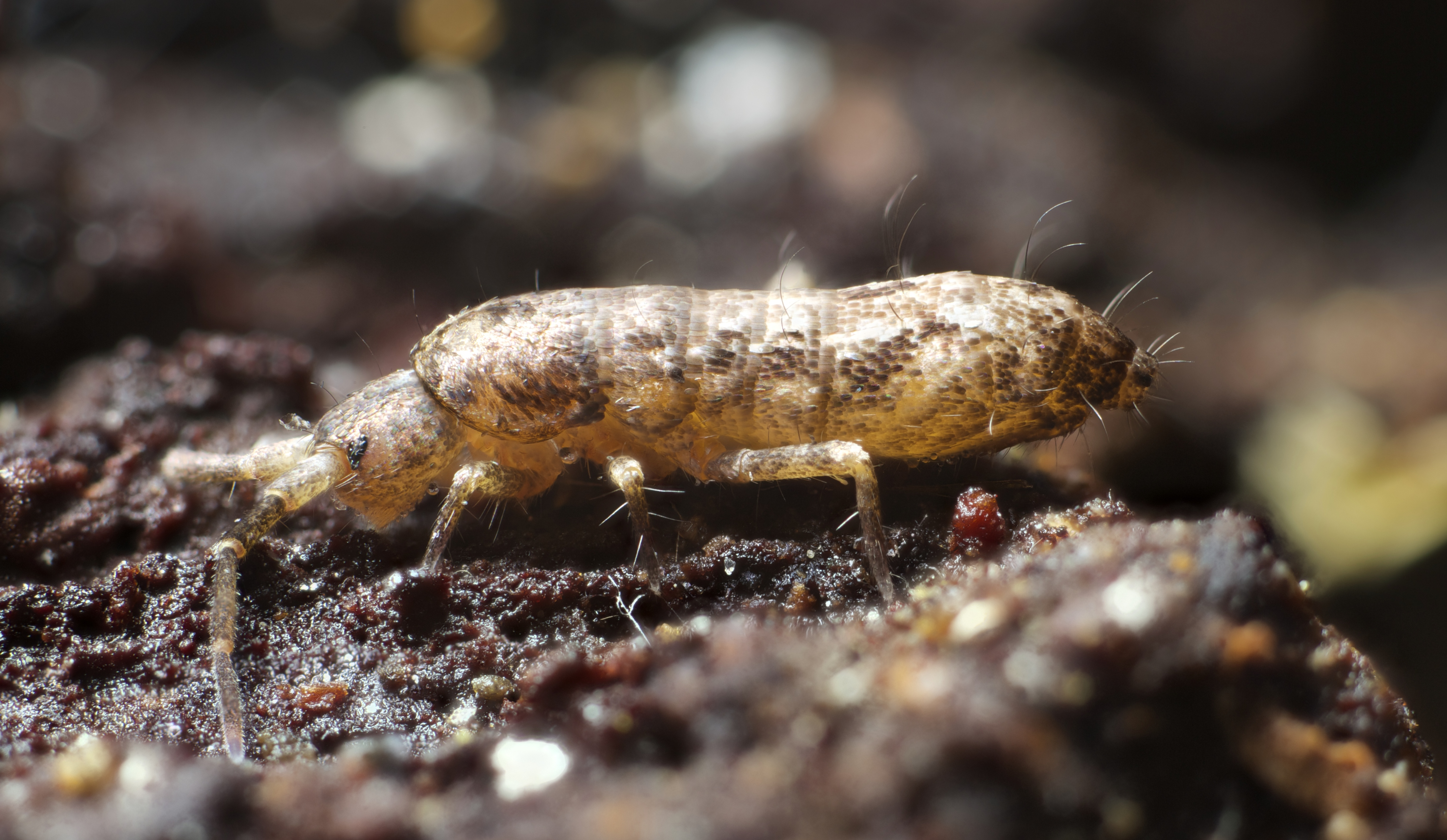
Lepidophorella sp.

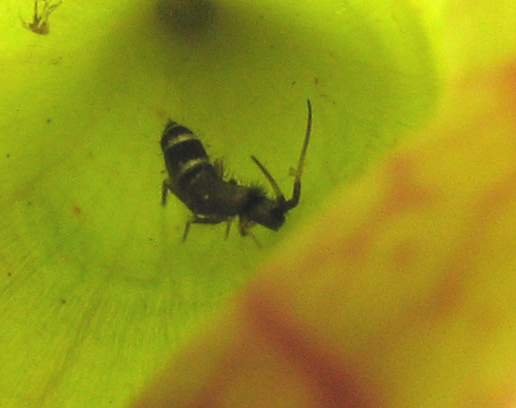
Tomoceridae atrapado por una planta de Sarracenia purpurea.

## Taxonomía
- Subfamilia Lepidophorellinae - Absolon K, 1903
  - Género Antennacyrtus - Salmon, JT, 1941
    - Antennacyrtus insolitus - Salmon, JT, 1941, t.t.

  - Género Lasofinius - Ireson & Greenslade P, 1990
    - Lasofinius gemini - Ireson & Greenslade P, 1990
    - Lasofinius willi - Ireson & Greenslade P, 1990, t.t.

  - Género Lepidophorella - Schäffer, 1897
    - Lepidophorella australis - Carpenter, GH, 1925
    - Lepidophorella brachycephala - (Moniez, 1894) Denis, 1923
    - Lepidophorella communis - Salmon, JT, 1937
    - Lepidophorella flavescens - (Nicolet, H, 1847) Schäffer, 1897
    - Lepidophorella fusca - Salmon, JT, 1941
    - Lepidophorella nigra - Salmon, JT, 1943
    - Lepidophorella rubicunda - Salmon, JT, 1941
    - Lepidophorella spadica - Salmon, JT, 1944
    - Lepidophorella tiegsi - (Womersley, H, 1942)
    - Lepidophorella unadentata - Salmon, JT, 1941

  - Género Neophorella - Womersley, 1934
    - Neophorella dubia - Womersley, 1934, t.t.

  - Género Novacerus - Salmon, JT, 1942
    - Novacerus insolitatus - (Salmon, JT, 1941) Salmon, JT, 1942
    - Novacerus spinosus - (Salmon, JT, 1941) Salmon, JT, 1942
    - Novacerus tasmanicus - (Womersley, H, 1937) Yosii, 1967

  - Género Pseudolepidophorella - Salmon, JT, 1941
    - Pseudolepidophorella longiterga - (Salmon, JT, 1937) Salmon, JT, 1941
- Subfamilia Tomocerinae - Schäffer, 1896
  - Género Aphaenomurus - Yosii, R, 1956
    - Aphaenomurus interpositus - Yosii, R, 1956, t.t.

  - Género Entomocerus - Christiansen, KA et Pike, E, 2002
    - Entomocerus mirus - Christiansen, KA et Pike, E, 2002

  - Género Lethemurus - Yosii, 1970
    - Lethemurus sp.1 - Pomorski, RJ et Steinmann, D, 2004
    - Lethemurus finitimus - Yosii, 1970
    - Lethemurus missus - (Mills, 1949)

  - Género Monodontocerus - Yosii, 1955
    - Monodontocerus leqingensis - Sun & Liang, 2009
    - Monodontocerus modificatus - (Yosii, 1955) Yosii, R, 1956
    - Monodontocerus odongnyeoensis - Park, K-H et Lee, B-H, 1995

  - Género Plutomurus - Yosii, R, 1956
    - Plutomurus sp.1 - Pomorski, RJ et Steinmann, D, 2004
    - Plutomurus sp.2 - Kaprus, IJ, Pomorski, RJ, Skarzynski, D et Potapov, MB, 2005
    - Plutomurus abchasicus - Martynova, 1969
    - Plutomurus baschkiricus - (Skorikov, 1900)
    - Plutomurus belozerovi - Martynova, 1979
    - Plutomurus borealis - Suma, Y, 1981
    - Plutomurus brevimucronatus - (Denis, 1928)
    - Plutomurus californicus - (Folsom, JW, 1913)
    - Plutomurus carpaticus - Rusek, J et Weiner, WM, 1978
    - Plutomurus diversispinus - Yosii, R, 1966
    - Plutomurus edaphicus - Yosii, 1967
    - Plutomurus grahami - Christiansen, 1980
    - Plutomurus gul - Yosii, R, 1966
    - Plutomurus iwatensis - Yoshii, 1991
    - Plutomurus jeleznovozski - Kniss & Thibaud, 1999
    - Plutomurus kelasuricus - Martynova, 1969
    - Plutomurus leei - Yosii, R, 1966
    - Plutomurus marmorarius - Yosii, 1967
    - Plutomurus riugadoensis - (Yosii, 1939) Yosii, R, 1956
    - Plutomurus sorosi - Kniss & Thibaud, 1999
    - Plutomurus suzukaensis - (Yosii, 1938) Yosii, R, 1956
    - Plutomurus unidentatus - (Börner, 1901) Dobat, 1979, B
    - Plutomurus vigintiferispina - Lee, 1974
    - Plutomurus wilkeyi - Christiansen, K, 1964
    - Plutomurus yamatensis - Yosii, R, 1956

  - Género Pogonognathellus - Paclt, 1944
    - Pogonognathellus sp.1 - Bernard, 2009
    - Pogonognathellus sp.2 - Bernard, 2009
    - Pogonognathellus beckeri - (Börner, C, 1909)
    - Pogonognathellus bidentatus - (Folsom, JW, 1913) Massoud, Z & Ellis, WN, 1974
    - Pogonognathellus borealis - Yosii, 1967
    - Pogonognathellus celsus - (Christiansen, 1964) Massoud, Z & Ellis, WN, 1974
    - Pogonognathellus dubius - Christiansen, K, 1964
    - Pogonognathellus elongatus - Maynard, EA, 1951
    - Pogonognathellus flavescens - (Tullberg, 1871) Stach, 1929, B
    - Pogonognathellus longicornis - (Müller OF, 1776) Paclt, 1944, B
    - Pogonognathellus nigritus - (Maynard, EA, 1951)

  - Género Tomocerina - Yosii, 1955
    - Tomocerina aokii - (Yosii, R, 1972)
    - Tomocerina calcea - Liu, Hou & Li, 1999
    - Tomocerina curta - (Christiansen, 1964)
    - Tomocerina lamellifera - (Mills, HB, 1934)
    - Tomocerina liliputana - Yosii, 1967
    - Tomocerina minuta - (Tullberg, T, 1877) Yosii, R, 1956
    - Tomocerina purpurithora - Liu, Hou & Li, 1999
    - Tomocerina simplex - Yosii, 1966
    - Tomocerina teres - (Christiansen, K, 1964)
    - Tomocerina tianshanensis - Ma, Y-T, Chen, J-X et Christiansen, K, 2003
    - Tomocerina tridentatus - Sun, Liang & Huang, 2007
    - Tomocerina yiliensis - Ma, Y-T, Chen, J-X et Christiansen, K, 2004

  - Género Tomocerus - Nicolet, H, 1842
    - Tomocerus asahinai - Yosii, 1954
    - Tomocerus asiaticus - Martynova, 1969
    - Tomocerus asoka - Yosii & Ashraf, 1965
    - Tomocerus baicalensis - Martynova, 1969
    - Tomocerus baudoti - Denis, 1932
    - Tomocerus bimaculatus - Sun, Liang & Huang, 2006
    - Tomocerus caputiviolaceus - Lee, 1975
    - Tomocerus catalanus - Denis, 1924
    - Tomocerus changbaishanensis - Wang, 1999
    - Tomocerus cheni - Ma, Y-T et Christiansen, KA, 1998
    - Tomocerus christianseni - Stomp, N, 1969
    - Tomocerus cucullatus - Olfers, 1907, t.t.
    - Tomocerus cuspidatus - Börner, C, 1909
    - Tomocerus denticulus - Lee, 1975
    - Tomocerus deongyuensis - Lee, 1975
    - Tomocerus emeicus - Liu, Hou & Li, 1999
    - Tomocerus folsomi - Denis, 1929
    - Tomocerus fopingensis - Sun & Liang, 2008
    - Tomocerus hexipunctatus - Sun, Liang & Huang, 2007
    - Tomocerus ishibashii - Yosii, 1954
    - Tomocerus jesonicus - Yosii, 1967
    - Tomocerus jezoensis - Matsumura & Ishida in Matsumura, 1931
    - Tomocerus jordanai - Sun, Liang & Huang, 2006
    - Tomocerus kinoshitai - Yosii, 1954
    - Tomocerus lamelliger - (Börner, 1903) Gisin, 1960
    - Tomocerus laxalamellus - Lee, 1975
    - Tomocerus lividus - Tullberg, T, 1877
    - Tomocerus maculatus - Sun, Liang & Huang, 2007
    - Tomocerus magadanicus - Martynova, 1979
    - Tomocerus magnus - Sun & Liang, 2008
    - Tomocerus maximus - Liu, Hou & Li, 1999
    - Tomocerus minor - (Lubbock, 1862) Schäffer, 1900, t.t., B
    - Tomocerus mitrai - Prabhoo & Muraleedharan, 1980
    - Tomocerus montanus - (Oudemans, 1890) Yayuk, 1989
    - Tomocerus monticolus - Huang & Yin, 1981
    - Tomocerus multisetus - Sun, Liang & Huang, 2007
    - Tomocerus nepalicus - Yosii, 1971
    - Tomocerus nodentalis - Nguyen, 1995
    - Tomocerus noricus - Latzel, 1918
    - Tomocerus obscurus - Huang & Yin, 1981
    - Tomocerus ocreatus - Denis, 1948
    - Tomocerus orcinus - Absolon, K, 1901
    - Tomocerus orientalis - Martynova, 1979
    - Tomocerus parvus - Huang & Yin, 1981
    - Tomocerus petalospinus - Salmon, 1969
    - Tomocerus problematicus - Cassagnau, P, 1964
    - Tomocerus punctatus - Yosii, 1967
    - Tomocerus purpuratus - Sun, Liang & Huang, 2006
    - Tomocerus sachalinensis - Martynova, 1979
    - Tomocerus serratospinus - Salmon, 1969
    - Tomocerus setoserratus - Salmon, JT, 1941
    - Tomocerus shuense - Liu, 2003
    - Tomocerus sibiricus - Reuter, 1891
    - Tomocerus similis - Chen, J-X et Ma, Y-T, 1997
    - Tomocerus sp. - I da Gama, 1959
    - Tomocerus sp. - II da Gama, 1959
    - Tomocerus spinistriatus - Lee, 1975
    - Tomocerus spinulus - Chen, J-X et Christiansen, KA, 1998
    - Tomocerus steinbocki - Yosii, 1971
    - Tomocerus taeniatus - (Koch & Berendt, 1854)
    - Tomocerus teldanicus - Gruia, 1995
    - Tomocerus terrestralis - (Stach, 1922) Cassagnau, P, 1958
    - Tomocerus varius - Folsom, 1899
    - Tomocerus vasconius - Bonet, 1928
    - Tomocerus violaceus - Yosii, R, 1956
    - Tomocerus viridescens - Wankel, 1860
    - Tomocerus viridis - Yosii, 1967
    - Tomocerus vulgaris - (Tullberg, 1871) Brook, 1883, B
    - Tomocerus wushanensis - Sun, Liang & Huang, 2007
    - Tomocerus zayueensis - Huang & Yin, 1981

  - Género Tomolonus - Mills, 1949
    - Tomolonus reductus - Mills, 1949

  - Género Tritomurus - Frauenfeld, 1854
    - Tritomurus falcifer - Cassagnau, P, 1958
    - Tritomurus scutellatus - Frauenfeld, 1854